# Rheinturm
De Rheinturm (Nederlands: Rijntoren) is een toren die dienstdoet als zendmast en toeristenattractie in Düsseldorf, Duitsland.
De Rheinturm heeft antennes voor radio (FM) en televisie en is met zijn 240,5 meter het hoogste gebouw van Düsseldorf. In de Rheinturm bevinden zich een panoramadek en een ronddraaiend restaurant. De toren bevat 7.500 kubieke meter beton en weegt 22.500 ton. Aan de toren zit een digitale klok, deze is de grootste ter wereld. Naast de toren staat het gebouw van de Landdag van Noordrijn-Westfalen.

## Galerij

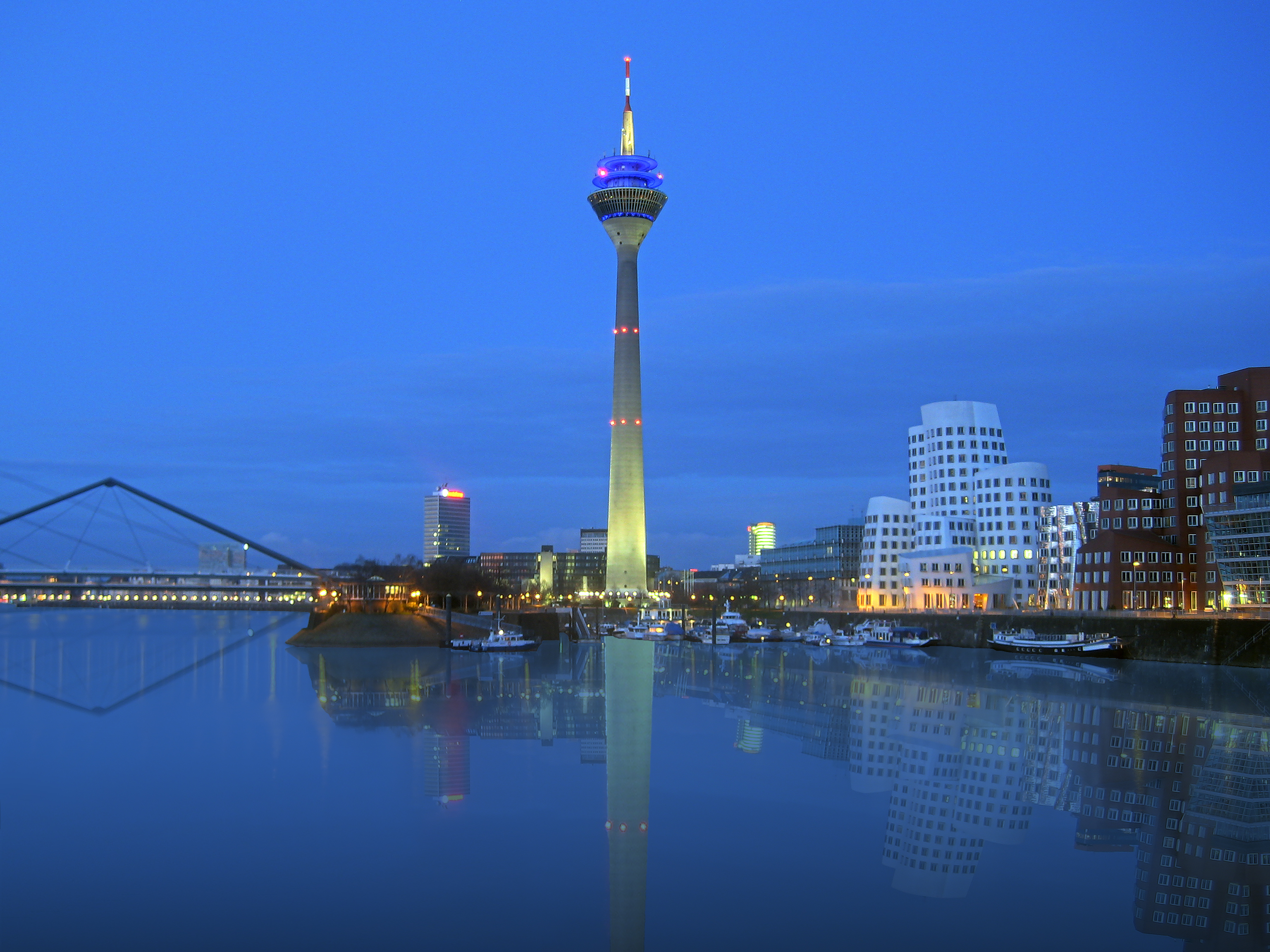
Rheinturm bij nacht
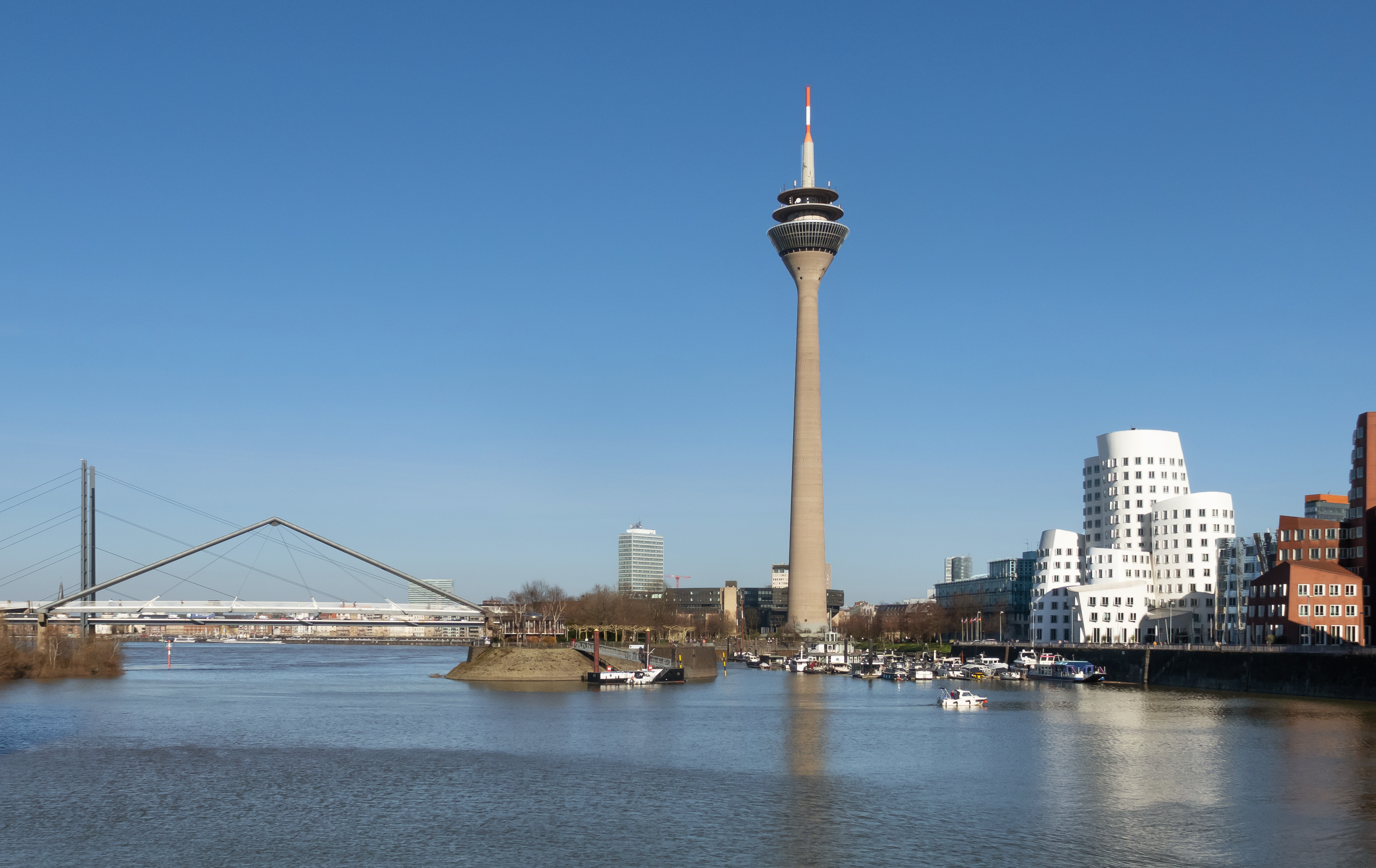
Rheinturm in de middag
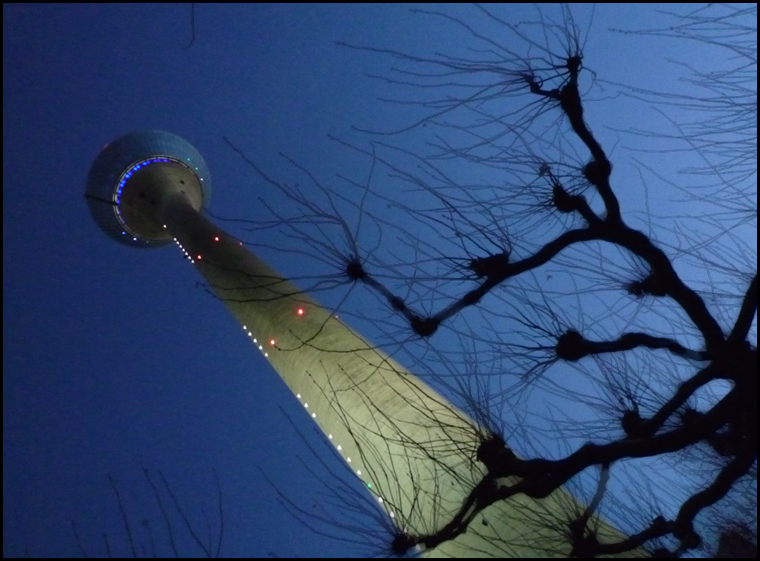
Nachtopname
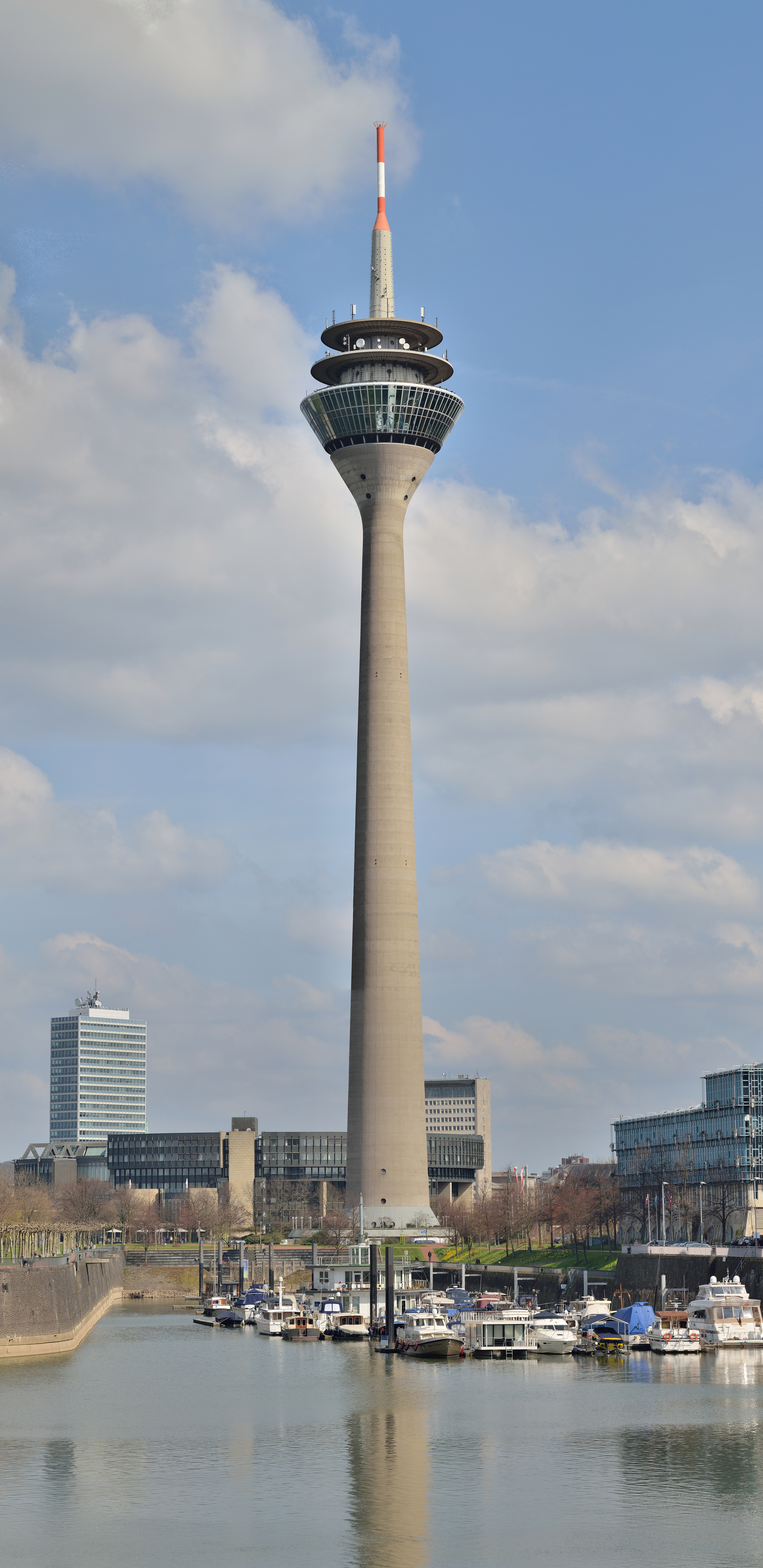
Rheinturm gezien vanaf de Medienhafen